# Composition des équipes au Championnat du monde masculin de handball 2015
Cet article détaille la composition des équipes ayant participé au Championnat du monde masculin de handball 2015. Chaque équipe est composée de 16 joueurs auxquels ont pu être ajoutés un ou deux joueur(s) remplaçant(s). À noter toutefois que tous les joueurs listés ont été inscrits sur au moins une feuille de match.
Le nombre de sélection, le nombre de buts marqués et les clubs sont ceux avant la compétition (au 15 janvier 2015).

## Équipes

### Allemagne
| Gardiens de but                  |                    |                   |           |                              |
| 12                               | Silvio Heinevetter | 21 octobre 1984   | 121 (1)   | Füchse Berlin                |
| 16                               | Carsten Lichtlein  | 4 novembre 1980   | 190 (1)   | VfL Gummersbach              |
| Ailiers                          |                    |                   |           |                              |
| 3                                | Uwe Gensheimer     | 26 octobre 1986   | 101 (416) | Rhein-Neckar Löwen           |
| 5                                | Johannes Sellin    | 31 décembre 1990  | 33 (75)   | MT Melsungen                 |
| 14                               | Patrick Groetzki   | 4 juillet 1989    | 76 (211)  | Rhein-Neckar Löwen           |
| Arrières et Demi-centres         |                    |                   |           |                              |
| 2                                | Stefan Kneer       | 12 février 1981   | 62 (92)   | Rhein-Neckar Löwen           |
| 17                               | Steffen Weinhold   | 19 juillet 1986   | 65 (166)  | THW Kiel                     |
| 19                               | Martin Strobel     | 5 juin 1986       | 98 (117)  | HBW Balingen-Weilstetten     |
| 22                               | Michael Kraus      | 28 septembre 1983 | 123 (395) | Frisch Auf Göppingen         |
| 27                               | Michael Müller     | 19 septembre 1984 | 66 (130)  | MT Melsungen                 |
| 30                               | Jens Schöngarth    | 7 décembre 1988   | 9 (14)    | TuS Nettelstedt-Lübbecke     |
| 38                               | Fabian Böhm        | 24 juin 1989      | 6 (4)     | HBW Balingen-Weilstetten     |
| 42                               | Paul Drux          | 7 février 1995    | 13 (30)   | Füchse Berlin                |
| Pivot                            |                    |                   |           |                              |
| 7                                | Patrick Wiencek    | 22 mars 1989      | 69 (155)  | THW Kiel                     |
| 13                               | Hendrik Pekeler    | 2 juillet 1991    | 28 (43)   | TBV Lemgo                    |
| 21                               | Erik Schmidt       | 28 décembre 1992  | 9 (2)     | TSG Ludwigshafen Friesenheim |
| Sélectionneur : Dagur Sigurðsson |                    |                   |           |                              |

### Algérie
| N°                           | Joueur                       | Date de naissance | Poste          | Sél. (buts) | Club            |
| ---------------------------- | ---------------------------- | ----------------- | -------------- | ----------- | --------------- |
| Gardiens de but              |                              |                   |                |             |                 |
| 12                           | Abdellah Benmenni            | 19 août 1986      | Gardien de But | 6 (0)       | GS Pétroliers   |
| 16                           | Adel Bousmal                 | 1er mai 1985      | Gardien de But | 31 (0)      | GS Boufarik     |
| 22                           | Abdelmalek Slahdji           | 8 août 1983       | Gardien de But | 70 (1)      | GS Pétroliers   |
| Ailiers                      |                              |                   |                |             |                 |
| 7                            | Hichem Daoud                 | 9 janvier 1992    | Ailier Gauche  | 16 (36)     | CRB Baraki      |
| 13                           | Riad Chehbour                | 28 juillet 1985   | Ailier Gauche  | 43 (86)     | GS Pétroliers   |
| 14                           | Rabah Soudani                | 8 avril 1985      | Ailier Droit   | 31 (36)     | JS Cherbourg    |
| 19                           | Ayatallah el Khoumini Hamoud | 10 août 1990      | Ailier Gauche  | 41 (63)     | ES Aïn Touta    |
| 24                           | Messaoud Layadi              | 24 mars 1982      | Ailier Droit   | 24 (60)     | GS Pétroliers   |
| Arrières et Demi-centres     |                              |                   |                |             |                 |
| 3                            | Omar Chehbour                | 4 juin 1984       | Demi-centre    | 49 (87)     | Al Shabab Dubaï |
| 5                            | Khaled Chentout              | 29 mars 1984      | Demi-centre    | 12 (19)     | Nøtterøy HB     |
| 6                            | Messaoud Berkous             | 20 juillet 1989   | Arrière Gauche | 58 (89)     | GS Pétroliers   |
| 10                           | Sassi Boultif                | 9 janvier 1983    | Arrière Gauche | 50 (83)     | Al Nasr Dubaï   |
| 15                           | Tarek Boukhemis              | 14 avril 1980     | Arrière Gauche | 24 (61)     | JSE Skikda      |
| 17                           | Abderrahim Berriah           | 19 janvier 1988   | Arrière Droit  | 58 (82)     | GS Pétroliers   |
| 20                           | El Hadi Biloum               | 26 mai 1981       | Arrière Droit  | 60 (102)    | Martigues HB    |
| 25                           | Belgacem Filah               | 22 mai 1981       | Arrière Gauche | 73 (109)    | GS Pétroliers   |
| Pivots                       |                              |                   |                |             |                 |
| 18                           | Hichem Kaabeche              | 12 mars 1990      | Pivot          | 57 (73)     | JSE Skikda      |
| 21                           | Mohamed Aski Mokrani         | 31 janvier 1981   | Pivot          | 33 (40)     | Dunkerque HBGL  |
| Sélectionneur : Reda Zeguili |                              |                   |                |             |                 |

### Arabie saoudite
| Gardiens de but              |                       |                   |           |                          |
| 16                           | Mohammed Al-Salem     | 3 avril 1986      | 100 (0)   | Al-Safa SC               |
| 21                           | Mohammed Al-Nassfan   | 26 juillet 1991   | 8 (0)     | Al-Safa SC               |
| 34                           | Ali Al-Saffar         | 9 février 1995    | 9 (0)     | Mudhar Club              |
| Ailiers                      |                       |                   |           |                          |
| 6                            | Abdullah Al-Abbas     | 30 janvier 1992   | 8 (20)    | Al-Safa SC               |
| 10                           | Abdullah Al-Hulaili   | 16 juin 1994      | 0 (0)     | Mudhar Club              |
| 24                           | Ahmed Hazazi          | 13 décembre 1990  | 17 (30)   | Al Wehda Club (handball) |
| 26                           | Ahmad Al-Abdulali     | 18 juillet 1988   | 0 (0)     | Mudhar Club              |
| Arrières et Demi-centres     |                       |                   |           |                          |
| 2                            | Abdullah Al-Hammad    | 10 octobre 1990   | 90 (80)   | Al-Safa SC               |
| 4                            | Abdulrahman Al-Johani | 21 septembre 1988 | 0 (0)     | Al-Ahli SC               |
| 5                            | Hisham Al-Obaidi      | 20 mars 1988      | 92 (110)  | Al-Safa SC               |
| 8                            | Mohammed Al-Abbas     | 19 décembre 1992  | 70 (85)   | Mudhar Club              |
| 21                           | Mojtaba Al-Salem      | 15 juin 1995      | 20 (24)   | Al-Safa SC               |
| 31                           | Mohammed Al-Zaer      | 2 février 1987    | 130 (180) | Al Khaleej Saihat        |
| 31                           | Hussain Al-Hannabi    | 26 août 1988      | 90 (100)  | Al-Safa SC               |
| 31                           | Abbas Al-Saffar       | 15 janvier 1994   | 0 (0)     | Mudhar Club              |
| Pivot                        |                       |                   |           |                          |
| 5                            | Hassan Al-Janabi      | 25 juillet 1983   | 95 (115)  | Mudhar Club              |
| 17                           | Abdullah Al-Salam     | 3 avril 1995      | 0 (0)     | Mudhar Club              |
| 22                           | Abdullah Al-Salam     | 3 avril 1995      | 0 (0)     | Mudhar Club              |
| Sélectionneur : Goran Dzokic |                       |                   |           |                          |

### Argentine
| Gardiens de but                  |                           |                   |           |                               |
| 1                                | Matías Schulz             | 12 février 1982   | 107 (3)   | HBC Nantes                    |
| 12                               | Fernando Garcia           | 31 août 1981      | 186 (5)   | Saint-Marcel Vernon           |
| Ailiers                          |                           |                   |           |                               |
| 2                                | Federico Gastón Fernández | 17 octobre 1989   | 94 (302)  | Universidad Nacional de Luján |
| 3                                | Federico Pizarro          | 6 juillet 1987    | 67 (232)  | Universidad Nacional de Luján |
| 7                                | Facundo Cangiani          | 23 avril 1991     | 20 (115)  | CA River Plate                |
| 18                               | Adrián Portela            | 8 mars 1986       | 30 (104)  | CA River Plate                |
| Arrières et Demi-centres         |                           |                   |           |                               |
| 4                                | Sebastián Simonet         | 12 mai 1986       | 130 (394) | US Ivry                       |
| 6                                | Diego Simonet             | 22 décembre 1989  | 74 (320)  | Montpellier AHB               |
| 8                                | Pablo Simonet             | 4 mai 1992        | 41 (75)   | US Ivry                       |
| 9                                | Leonardo Querín           | 17 avril 1982     | 152 (230) | Billère Handball              |
| 10                               | Federico Matías Vieyra    | 21 juillet 1988   | 94 (203)  | Istres OPH                    |
| 13                               | Juan Pablo Fernández      | 30 septembre 1988 | 103 (154) | Universidad Nacional de Luján |
| 14                               | Agustín Vidal             | 8 juillet 1987    | 73 (150)  | CB Maristas de Algemesi       |
| Pivot                            |                           |                   |           |                               |
| 5                                | Pablo Sebastián Portela   | 21 juin 1980      | 129 (60)  | CA River Plate                |
| 15                               | Gonzalo Carou             | 15 août 1979      | 174 (353) | Istres OPH                    |
| 22                               | Sergio Crevatin           | 28 mai 1980       | 112 (153) | SAG LOMAS                     |
| Sélectionneur : Eduardo Gallardo |                           |                   |           |                               |

### Autriche
| Gardiens de but                      |                      |                    |           |                      |
|                                      | Thomas Bauer         | 24 février 1986    | 91 (0)    | TBV Lemgo            |
|                                      | Nikola Marinovic     | 29 octobre 1976    | 143 (0)   | Frisch Auf Göppingen |
| Ailiers                              |                      |                    |           |                      |
|                                      | Dominik Ascherbauer  | 21 octobre 1989    | 6 (14)    | HC Linz AG           |
|                                      | Robert Weber         | 25 novembre 1985   | 125 (497) | SC Magdebourg        |
|                                      | Raul Santos          | 1er septembre 1992 | 45 (170)  | VfL Gummersbach      |
| Arrières et Demi-centres             |                      |                    |           |                      |
|                                      | Alexander Hermann    | 10 décembre 1990   | 34 (44)   | SG Vienne-Ouest      |
|                                      | Maximilian Hermann   | 10 décembre 1990   | 32 (62)   | Bergischer HC        |
|                                      | Vytautas Žiūra       | 11 mai 1979        | 79 (171)  | Fivers Margareten    |
|                                      | Janko Bozovic        | 14 octobre 1985    | 85 (197)  | HC Meshkov Brest     |
|                                      | Lucas Mayer          | 16 février 1983    | 70 (147)  | A1 Bregenz Handball  |
|                                      | Viktor Szilágyi      | 16 décembre 1978   | 187 (853) | Bergischer HC        |
|                                      | Roland Schlinger     | 17 septembre 1982  | 160 (584) | Alpla HC Hard        |
|                                      | Nikola Bilyk         | 28 novembre 1996   | 5 (6)     | Fivers Margareten    |
|                                      | Romas Kirveliavičius | 5 mars 1988        | 4 (3)     | SG BBM Bietigheim    |
| Pivot                                |                      |                    |           |                      |
|                                      | Fabian Posch         | 5 janvier 1988     | 80 (96)   | SG Vienne-Ouest      |
|                                      | Markus Wagesreiter   | 14 janvier 1982    | 134 (107) | SG Vienne-Ouest      |
| Sélectionneur : Patrekur Jóhannesson |                      |                    |           |                      |

### Biélorussie
| N°                             | Joueur              | Date de naissance | Sél. (buts) | Club                |
| ------------------------------ | ------------------- | ----------------- | ----------- | ------------------- |
| Gardiens                       |                     |                   |             |                     |
| 12                             | Ivan Matskevitch    | 8 mai 1991        | 11 (0)      | SKA Minsk           |
| 21                             | Vitali Charapenka   | 27 janvier 1984   | 60 (0)      | HC Meshkov Brest    |
| Ailiers                        |                     |                   |             |                     |
| 2                              | Ivan Brouka         | 20 avril 1980     | 138 (510)   | SKA Minsk           |
| 8                              | Dzmitry Kamyshyk    | 1er mai 1990      | 61 (145)    | HC Meshkov Brest    |
| 15                             | Dzianis Rutenka     | 14 février 1986   | 72 (179)    | HC Meshkov Brest    |
| 24                             | Maksim Baranau      | 11 avril 1988     | 84 (193)    | HC Meshkov Brest    |
| Arrières et demi-centres       |                     |                   |             |                     |
| 10                             | Barys Pukhouski     | 3 janvier 1987    | 117 (503)   | Csurgói KK          |
| 13                             | Kriyl Kniazeu       | 9 mars 1990       | 31 (62)     | SKA Minsk           |
| 14                             | Siarhei Rutenka     | 29 août 1990      | 49 (317)    | FC Barcelone        |
| 17                             | Dzmitry Nikulenkau  | 12 juillet 1984   | 65 (199)    | HC Meshkov Brest    |
| 20                             | Dzmitry Chystabayeu | 23 décembre 1986  | 56 (36)     | Medvedi Perm        |
| Pivots                         |                     |                   |             |                     |
| 4                              | Maxim Babichev      | 7 mars 1986       | 138 (510)   | HC Meshkov Brest    |
| 19                             | Mikhail Niazhura    | 9 décembre 1980   | 63 (98)     | HC Homiel           |
| 22                             | Viachaslau Shumak   | 22 décembre 1988  | 60 (110)    | HC Meshkov Brest    |
| 55                             | Aliaksandr Tsitou   | 28 octobre 1980   | 107 (104)   | HC Motor Zaporijjia |
| Sélectionneur : Iouri Chevtsov |                     |                   |             |                     |

### Bosnie-Herzégovine
| N°                              | Joueur              | Date de naissance | Sél. (buts) | Club                     |
| ------------------------------- | ------------------- | ----------------- | ----------- | ------------------------ |
| Gardiens                        |                     |                   |             |                          |
| 1                               | Nebojša Grahovac    | 11 février 1984   | 68 (1)      | Chartres MHB 28          |
| 16                              | Benjamin Burić      | 22 novembre 1990  | 30 (1)      | RK Gorenje Velenje       |
| Ailiers                         |                     |                   |             |                          |
| 2                               | Faruk Vražalić      | 20 juin 1990      | 33 (117)    | HBW Balingen-Weilstetten |
| 3                               | Alen Ovčina         | 14 mai 1982       | 11 (38)     | Al Shamal                |
| 5                               | Mirko Mikić         | 1er août 1983     | 22 (28)     | RK Borac Banja Luka      |
| Arrières et demi-centres        |                     |                   |             |                          |
| 4                               | Josip Perić         | 5 juin 1992       | 8 (8)       | Tatabánya KC             |
| 11                              | Stefan Janković     | 20 août 1992      | 2 (2)       | RK Borac Banja Luka      |
| 13                              | Kosta Savić         | 15 décembre 1987  | 30 (55)     | KS Azoty-Puławy          |
| 14                              | Mirsad Terzić       | 12 juillet 1983   | 118 (398)   | Veszprém KSE             |
| 17                              | Duško Čelica        | 16 août 1986      | 28 (50)     | RK PPD Zagreb            |
| 18                              | Ivan Karačić        | 26 mai 1985       | 34 (84)     | HC Meshkov Brest         |
| 19                              | Nikola Prce         | 31 août 1980      | 69 (236)    | KS Azoty-Puławy          |
| 22                              | Dejan Malinović     | 12 juin 1992      | 22 (53)     | US Créteil               |
| Pivots                          |                     |                   |             |                          |
| 8                               | Senjamin Burić      | 20 novembre 1990  | 32 (35)     | RK Gorenje Velenje       |
| 15                              | Muhamed Toromanović | 9 avril 1984      | 114 (388)   | US Créteil               |
| 21                              | Vladimir Vranješ    | 14 novembre 1988  | 35 (33)     | SC Pick Szeged           |
| Sélectionneur : Dragan Marković |                     |                   |             |                          |

### Chili
| Gardiens de but                       |                       |                  |           |                             |
| 1                                     | Felipe Barrientos     | 12 juin 1984     | 75 (1)    | CIB de Villa Alemana        |
| 12                                    | Felipe García         | 20 octobre 1993  | 17 (0)    | Santiago Steel              |
| 16                                    | René Oliva            | 7 mars 187       | 48 (0)    | Balónmano Ovalle            |
| Ailiers                               |                       |                  |           |                             |
| 2                                     | Sebastián Ceballos    | 1er juillet 1992 | 48 (141)  | CB Zamora                   |
| 8                                     | Erik Caniu            | 2 octobre 1988   | 108 (240) | CD Luterano de Valparaíso   |
| 9                                     | Benjamín Callejas     | 2 mai 1990       | 10 (14)   | Balónmano Ovalle            |
| 19                                    | Francisco Salazar     | 4 août 1992      | 14 (25)   | SD Octavio                  |
| Arrières et Demi-centres              |                       |                  |           |                             |
| 5                                     | Nicolás Jofre         | 16 octobre 1984  | 73 (66)   | Santiago Steel              |
| 6                                     | Rodrigo Díaz          | 31 août 1988     | 32 (60)   | CIB de Villa Alemana        |
| 7                                     | Diego Reyes           | 24 juillet 1992  | 37 (59)   | CB Zamora                   |
| 10                                    | Cristián Moll Ramírez | 13 mars 1993     | 32 (40)   | BM Pedro Alonso Niño Moguer |
| 13                                    | Guillermo Araya       | 6 août 1985      | 73 (90)   | Balónmano Ovalle            |
| 17                                    | Rodrigo Salinas Muñoz | 25 février 1989  | 62 (172)  | Steaua Bucarest             |
| 23                                    | Javier Frelijj        | 28 janvier 1991  | 5 (24)    | CD Luterano de Valparaíso   |
| Sélectionneur : Fernando Luis Capurro |                       |                  |           |                             |

### Croatie
| Gardiens de but               |                 |                   |           |                          |
| 25                            | Mirko Alilović  | 15 septembre 1985 | 137 (0)   | Veszprém KSE             |
| 16                            | Filip Ivić      | 30 octobre 1992   | 17 (0)    | RK PPD Zagreb            |
| Ailiers                       |                 |                   |           |                          |
| 29                            | Ivan Ninčević   | 27 octobre 1981   | 65 (96)   | Beşiktaş JK              |
| 26                            | Manuel Štrlek   | 1er décembre 1988 | 82 (259)  | KS Kielce                |
| 13                            | Zlatko Horvat   | 25 septembre 1984 | 98 (246)  | RK PPD Zagreb            |
| 27                            | Ivan Čupić      | 27 mars 1986      | 97 (378)  | KS Kielce                |
| Arrières et Demi-centres      |                 |                   |           |                          |
| 7                             | Luka Stepančić  | 20 novembre 1990  | 16 (26)   | RK PPD Zagreb            |
| 8                             | Marko Kopljar   | 12 février 1986   | 109 (210) | Paris Saint-Germain      |
| 10                            | Jakov Gojun     | 16 avril 1986     | 108 (66)  | Paris Saint-Germain      |
| 20                            | Damir Bičanić   | 29 juillet 1985   | 78 (153)  | Chambéry Savoie Handball |
| 5                             | Domagoj Duvnjak | 15 décembre 1983  | 136 (435) | THW Kiel                 |
| 32                            | Ivan Slišković  | 23 octobre 1991   | 20 (49)   | RK Celje                 |
| 18                            | Igor Karačić    | 2 novembre 1988   | 10 (37)   | Vardar Skopje            |
| Pivot                         |                 |                   |           |                          |
| 9                             | Igor Vori       | 20 septembre 1980 | 223 (562) | Paris Saint-Germain      |
| 28                            | Željko Musa     | 8 janvier 1986    | 73 (48)   | KS Kielce                |
| 34                            | Ilija Brozović  | 1er octobre 1984  | 0 (0)     | RK PPD Zagreb            |
| Sélectionneur : Slavko Goluža |                 |                   |           |                          |

### Danemark
| N°                                    | Joueur                  | Date de naissance | Sél. (buts) | Club                   |
| ------------------------------------- | ----------------------- | ----------------- | ----------- | ---------------------- |
| Gardiens                              |                         |                   |             |                        |
| 1                                     | Niklas Landin Jacobsen  | 19 décembre 1988  | 111 (1)     | Rhein-Neckar Löwen     |
| 16                                    | Jannick Green           | 29 septembre 1989 | 49 (1)      | SC Magdebourg          |
| Ailiers                               |                         |                   |             |                        |
| 6                                     | Casper Ulrich Mortensen | 14 décembre 1989  | 40 (119)    | SønderjyskE Håndbold   |
| 7                                     | Anders Eggert           | 14 mai 1982       | 128 (480)   | SG Flensburg-Handewitt |
| 17                                    | Lasse Svan Hansen       | 31 août 1983      | 125 (238)   | SG Flensburg-Handewitt |
| 18                                    | Hans Lindberg           | 1er août 1983     | 196 (553)   | HSV Hambourg           |
| Arrières et demi-centres              |                         |                   |             |                        |
| 3                                     | Mads Christiansen       | 3 mai 1986        | 76 (148)    | Bjerringbro-Silkeborg  |
| 22                                    | Kasper Søndergaard      | 9 juin 1981       | 147 (332)   | Skjern Håndbold        |
| 19                                    | Rasmus Lauge Schmidt    | 20 juin 1991      | 54 (78)     | THW Kiel               |
| 5                                     | Mads Mensah Larsen      | 12 août 1992      | 38 (79)     | Rhein-Neckar Löwen     |
| 21                                    | Henrik Møllgaard        | 2 janvier 1985    | 62 (121)    | Skjern Håndbold        |
| 24                                    | Mikkel Hansen           | 22 octobre 1987   | 147 (332)   | Paris Saint-Germain    |
| 34                                    | Michael Damgaard        | 18 mars 1990      | 7 (19)      | Team Tvis Holstebro    |
| 13                                    | Bo Spellerberg          | 24 juillet 1979   | 234 (329)   | KIF Copenhague         |
| Pivots                                |                         |                   |             |                        |
| 16                                    | Henrik Toft Hansen      | 18 décembre 1986  | 49 (93)     | HSV Hambourg           |
| 15                                    | Jesper Nøddesbo         | 23 octobre 1980   | 169 (358)   | FC Barcelone           |
| 19                                    | Rene Toft Hansen        | 1er novembre 1984 | 89 (150)    | THW Kiel               |
| Sélectionneur : Guðmundur Guðmundsson |                         |                   |             |                        |

### Égypte
| Gardiens de but              |                        |                  |           |                |
| 12                           | Mohamed Bakir El-Nakib | 6 avril 1974     | 350 (0)   | Alexandria SC  |
| 72                           | Mahmoud Khalil         | 1er juin 1991    | 60 (0)    | El Jaish SC    |
| 88                           | Karim Handawy          | 1er mai 1988     | 175 (0)   | Al Ahly SC     |
| Ailiers                      |                        |                  |           |                |
| 5                            | Mahmoud Radwan         | 19 octobre 1989  | 111 (444) | Al Ahly SC     |
| 13                           | Omar El-Wakil          | 14 mai 1988      | 50 (200)  | Al Ahly SC     |
| 15                           | Mohamed Amer           | 12 décembre 1987 | 45 (180)  | Al Ahly SC     |
| Arrières et Demi-centres     |                        |                  |           |                |
| 3                            | Mamdouh Abouebaid      | 1er janvier 1988 | 70 (280)  | Al Ahly SC     |
| 9                            | Eslam Isaa             | 2 juillet 1988   | 180 (270) | Club africain  |
| 19                           | Mohamed El-Bassiouny   | 10 mai 1990      | 110 (440) | Alexandria SC  |
| 20                           | Mohamed Hashem         | 23 janvier 1988  | 170 (180) | Aviation SC    |
| 39                           | Yehia El-Deraa         | 1er juillet 1995 | 35 (120)  | Heliopolis SC  |
| 66                           | Ahmed El-Ahmar         | 27 janvier 1984  | 230 (920) | Zamalek SC     |
| 90                           | Ali Zein               | 14 décembre 1990 | 104 (416) | Al Jazira Club |
| Pivot                        |                        |                  |           |                |
| 6                            | Ahmed Abdelrahman      | 28 janvier 1984  | 75 (300)  | Al Ahly SC     |
| 8                            | Mahmoud Ramadan        | 22 mars 1988     | 205 (615) | Al Ahly SC     |
| 24                           | Ibrahim El-Masry       | 12 avril 1990    | 95 (380)  | Al Ahly SC     |
| 25                           | Wisam Nawar            | 30 août 1989     | 53 (318)  | Alexandria SC  |
| Sélectionneur : Marwan Ragab |                        |                  |           |                |

### Espagne
| Gardiens de but                |                         |                   |           |                       |
|                                | José Manuel Sierra      | 21 mai 1978       | 114 (0)   | SC Pick Szeged        |
|                                | Gonzalo Pérez de Vargas | 10 janvier 1991   | 28 (0)    | FC Barcelone          |
| Ailiers                        |                         |                   |           |                       |
|                                | Valero Rivera           | 22 février 1985   | 48 (141)  | HBC Nantes            |
|                                | Cristian Ugalde         | 19 octobre 1987   | 108 (240) | Veszprém KSE          |
|                                | Albert Rocas            | 16 juillet 1987   | 165 (564) | Naturhouse La Rioja   |
|                                | Víctor Tomás            | 15 février 1985   | 134 (437) | FC Barcelone          |
| Arrières et Demi-centres       |                         |                   |           |                       |
|                                | Raúl Entrerríos         | 12 février 1981   | 187 (408) | FC Barcelone          |
|                                | Chema Rodríguez         | 5 janvier 1980    | 116 (155) | Veszprém KSE          |
|                                | Joan Cañellas           | 30 septembre 1986 | 107 (299) | THW Kiel              |
|                                | Viran Morros            | 15 décembre 1983  | 140 (135) | FC Barcelone          |
|                                | Antonio García          | 6 mai 1984        | 50 (91)   | Pick Szeged           |
|                                | Alex Dujshebaev         | 17 décembre 1992  | 10 (19)   | Vardar Skopje         |
|                                | Jorge Maqueda           | 6 février 1988    | 90 (219)  | HBC Nantes            |
| Pivot                          |                         |                   |           |                       |
|                                | Juan Andreu             | 20 janvier 1985   | 41 (77)   | TSV Hannover-Burgdorf |
|                                | Julen Aguinagalde       | 8 décembre 1982   | 123 (335) | KS Kielce             |
|                                | Gedeón Guardiola        | 1er octobre 1984  | 64 (84)   | Rhein-Neckar Löwen    |
| Sélectionneur : Manolo Cadenas |                         |                   |           |                       |

### France
| N°                            | Joueur            | Date de naissance et âge | Sél. (buts) | Club                    |
| ----------------------------- | ----------------- | ------------------------ | ----------- | ----------------------- |
| Gardiens de but               |                   |                          |             |                         |
| 1                             | Cyril Dumoulin    | 2 février 1984           | 38 (0)      | Fenix Toulouse Handball |
| 16                            | Thierry Omeyer    | 2 novembre 1976          | 306 (1)     | Paris Saint-Germain     |
| Ailiers                       |                   |                          |             |                         |
| 21                            | Michaël Guigou    | 28 janvier 1982          | 196 (687)   | Montpellier AHB         |
| 11                            | Samuel Honrubia   | 5 juillet 1986           | 70 (188)    | Paris Saint-Germain     |
| 9                             | Guillaume Joli    | 27 mars 1985             | 103 (293)   | HSG Wetzlar             |
| 14                            | Kentin Mahé       | 22 mai 1991              | 14 (9)      | HSV Hambourg            |
| 28                            | Valentin Porte    | 7 septembre 1990         | 29 (57)     | Fenix Toulouse Handball |
| Arrières et Demi-centres      |                   |                          |             |                         |
| 18                            | William Accambray | 8 avril 1988             | 73 (177)    | Paris Saint-Germain     |
| 4                             | Xavier Barachet   | 19 novembre 1988         | 69 (136)    | Paris Saint-Germain     |
| 2                             | Jérôme Fernandez  | 7 mars 1977              | 378 (1447)  | Fenix Toulouse Handball |
| 18                            | Mathieu Grébille  | 6 octobre 1988           | 26 (49)     | Montpellier AHB         |
| 13                            | Nikola Karabatic  | 11 avril 1984            | 234 (964)   | FC Barcelone            |
| 10                            | Kévynn Nyokas     | 28 juin 1986             | 29 (44)     | Frisch Auf Göppingen    |
| 8                             | Daniel Narcisse   | 16 décembre 1979         | 264 (814)   | Paris Saint-Germain     |
| Pivots                        |                   |                          |             |                         |
| 7                             | Igor Anic         | 12 juin 1987             | 27 (33)     | Handball Club de Nantes |
| 22                            | Luka Karabatic    | 19 avril 1988            | 23 (17)     | Pays d'Aix UCH          |
| 20                            | Cédric Sorhaindo  | 7 juin 1984              | 129 (251)   | FC Barcelone            |
| Sélectionneur : Claude Onesta |                   |                          |             |                         |

### Iran
| Gardiens de but             |                     |                   |           |                      |
| 23                          | Saeid Heidari Rad   | 22 septembre 1990 | 32 (0)    | Mes Kerman           |
| 26                          | Mohsen Babasafari   | 28 juin 1987      | 32 (0)    | Tatabánya KC         |
| 89                          | Saeid Barkhordari   | 7 mai 1989        | 55 (0)    | Samen Sabzevar       |
| Ailiers                     |                     |                   |           |                      |
| 2                           | Mojtaba Heidarpour  | 20 septembre 1988 | 21 (75)   | Samen Sabzevar       |
| 4                           | Milad Masaeli       | 28 mai 1988       | 72 (245)  | Samen Sabzevar       |
| 18                          | Ehsan Abouei        | 5 mars 1990       | 35 (180)  | Shahrdari Tabriz FSC |
| 20                          | Amin Kazemi         | 7 mai 1988        | 57 (195)  | Bafgh Yazd           |
| 87                          | Omid Sekenari       | 24 avril 1988     | 63 (226)  | Magnesium Ferdows    |
| Arrières et Demi-centres    |                     |                   |           |                      |
| 3                           | Mohammadreza Rajabi | 10 janvier 1986   | 145 (662) | Naft Al-Janoob       |
| 6                           | Sajjad Esteki       | 24 avril 1990     | 63 (350)  | Samen Sabzevar       |
| 7                           | Pouya Norouzinejad  | 23 juin 1994      | 27 (70)   | Magnesium Ferdows    |
| 10                          | Allahkaram Esteki   | 19 mars 1988      | 95 (437)  | Samen Sabzevar       |
| 22                          | Sajjad Nadri        | 28 mai 1990       | 32 (0)    | Samen Sabzevar       |
| 24                          | Afshin Sadeghi      | 25 mars 1993      | 21 (55)   | Samen Sabzevar       |
| 36                          | Jalal Kiani         | 28 septembre 1989 | 42 (122)  | Magnesium Ferdows    |
| Pivot                       |                     |                   |           |                      |
| 8                           | Alireza Mousavi     | 25 avril 1990     | 97 (360)  | Tatabánya KC         |
| 9                           | Mehdi Bijari        | 5 décembre 1983   | 47 (95)   | Samen Sabzevar       |
| 17                          | Mojtaba Karamian    | 13 mars 1989      | 23 (98)   | Magnesium Ferdows    |
| Sélectionneur : Borut Maček |                     |                   |           |                      |

### Islande
| N°                                | Joueur                    | Date de naissance  | Sél. (buts) | Club                       |
| --------------------------------- | ------------------------- | ------------------ | ----------- | -------------------------- |
| Gardiens                          |                           |                    |             |                            |
| 1                                 | Björgvin Páll Gústavsson  | 24 mai 1985        | 156 (3)     | Bergischer HC              |
| 16                                | Aron Rafn Eðvarðsson      | 1er septembre 1989 | 42 (0)      | Eskilstuna Guif            |
| Ailiers                           |                           |                    |             |                            |
| 9                                 | Guðjón Valur Sigurðsson   | 8 août 1979        | 305 (1603)  | FC Barcelone               |
| 14                                | Arnór Þór Gunnarsson      | 23 octobre 1987    | 40 (83)     | Rhein-Neckar Löwen         |
| 22                                | Stefán Rafn Sigurmannsson | 19 mai 1990        | 36 (43)     | Rhein-Neckar Löwen         |
| Arrières et demi-centres          |                           |                    |             |                            |
| 4                                 | Aron Pálmarsson           | 5 juin 1992        | 76 (148)    | THW Kiel                   |
| 6                                 | Ásgeir Örn Hallgrímsson   | 20 août 1992       | 147 (332)   | USAM Nîmes Gard            |
| 7                                 | Arnór Atlason             | 15 décembre 1987   | 54 (78)     | Saint-Raphaël Var Handball |
| 10                                | Snorri Steinn Guðjónsson  | 12 juillet 1983    | 240 (815)   | Sélestat Alsace handball   |
| 15                                | Alexander Petersson       | 2 janvier 1985     | 162 (649)   | Rhein-Neckar Löwen         |
| 19                                | Sigurbergur Sveinsson     | 12 août 1987       | 51 (64)     | HC Erlangen                |
| 27                                | Gunnar Steinn Jónsson     | 24 juillet 1979    | 22 (17)     | VfL Gummersbach            |
| Pivots                            |                           |                    |             |                            |
| 2                                 | Vignir Svavarsson         | 2 juin 1980        | 215 (232)   | HC Midtjylland             |
| 3                                 | Kári Kristjánsson         | 28 octobre 1984    | 90 (105)    | Valur Reykjavik            |
| 17                                | Sverre Andreas Jakobsson  | 8 février 1977     | 175 (27)    | KA Akureyri                |
| 18                                | Róbert Gunnarsson         | 22 mai 1980        | 254 (733)   | Paris Saint-Germain        |
| 26                                | Bjarki Már Gunnarsson     | 10 août 1988       | 29 (8)      | EHV Aue                    |
| Sélectionneur : Aron Kristjánsson |                           |                    |             |                            |

### Macédoine
| N°                           | Joueur            | Date de naissance | Sél. (buts) | Club            |
| ---------------------------- | ----------------- | ----------------- | ----------- | --------------- |
| Gardiens                     |                   |                   |             |                 |
| 16                           | Borko Ristovski   | 2 septembre 1982  | 112 (3)     | US Créteil      |
| 20                           | Petar Angelov     | 8 mars 1977       | 41 (0)      | Vardar Skopje   |
| Ailiers                      |                   |                   |             |                 |
| 3                            | Dejan Manaskov    | 26 octobre 1990   | 26 (50)     | Metalurg Skopje |
| 15                           | Zlatko Mojsoski   | 15 novembre 1981  | 26 (34)     | Metalurg Skopje |
| 22                           | Goce Georgievski  | 12 février 1987   | 31 (46)     | Metalurg Skopje |
| 24                           | Vlado Nedanovski  | 23 juillet 1987   | 20 (50)     | Vardar Skopje   |
| Arrières et demi-centres     |                   |                   |             |                 |
| 4                            | Renato Vugrinec   | 6 septembre 1975  | 4 (7)       | Metalurg Skopje |
| 7                            | Kiril Lazarov     | 10 mai 1980       | 160 (1203)  | FC Barcelone    |
| 9                            | Aco Jonovski      | 29 décembre 1980  | 66 (67)     | Metalurg Skopje |
| 13                           | Filip Mirkulovski | 14 septembre 1983 | 116 (293)   | Metalurg Skopje |
| 14                           | Velko Markoski    | 5 avril 1986      | 34 (47)     | Metalurg Skopje |
| 18                           | Naumče Mojsovski  | 17 juin 1987      | 98 (130)    | Metalurg Skopje |
| 21                           | Nemanja Pribak    | 23 avril 1985     | 7 (8)       | Vardar Skopje   |
| 23                           | Filip Lazarov     | 21 avril 1985     | 37 (101)    | Vardar Skopje   |
| Pivots                       |                   |                   |             |                 |
| 16                           | Stojanče Stoilov  | 30 avril 1987     | 23 (37)     | Vardar Skopje   |
| 15                           | Vancho Dimovski   | 4 avril 1979      | 79 (203)    | Metalurg Skopje |
| 19                           | Nikola Markoski   | 22 mai 1990       | 15 (8)      | Metalurg Skopje |
| Sélectionneur : Ivica Obrvan |                   |                   |             |                 |

### Qatar
| N°                            | Joueur              | Date de naissance et âge | Sél. (buts) | Club          |
| ----------------------------- | ------------------- | ------------------------ | ----------- | ------------- |
| Gardiens de but               |                     |                          |             |               |
| 12                            | Danijel Šarić       | 27 juin 1977             | 0 (0)       | FC Barcelone  |
| 16                            | Goran Stojanović    | 24 février 1977          | 15 (0)      | El Jaish SC   |
| Ailiers                       |                     |                          |             |               |
| 10                            | Abdulla Al-Karbi    | 10 juin 1990             | 33 (105)    | Al-Sadd SC    |
| 11                            | Abdulrazzaq Murad   | 29 juin 1990             | 59 (122)    | Al-Gharafa SC |
| 13                            | Eldar Memišević     | 21 juin 1992             | 84 (171)    | El Jaish SC   |
| 66                            | Hamad Madadi        | 7 juillet 1988           | 38 (200)    | Lekhwiya HT   |
| Arrières et Demi-centres      |                     |                          |             |               |
| 1                             | Žarko Marković      | 1er juin 1986            | 0 (0)       | El Jaish SC   |
| 4                             | Hassan Mabrouk      | 27 juillet 1982          | 27 (55)     | El Jaish SC   |
| 7                             | Bertrand Roiné      | 17 février 1981          | 11 (35)     | Al Ahli SC    |
| 9                             | Rafael Capote       | 5 octobre 1978           | 15 (51)     | El Jaish SC   |
| 20                            | Jovo Damjanović     | 24 décembre 1996         | 26 (34)     | El Jaish SC   |
| 25                            | Kamalaldin Mallash  | 1er janvier 1992         | 28 (83)     | El Jaish SC   |
| 77                            | Hadi Hamdoon        | 5 février 1989           | 55 (167)    | El Jaish SC   |
| 86                            | Mahmoud Hassab Alla | 22 novembre 1986         | 8 (24)      | Al-Sadd SC    |
| 94                            | Ameen Zakkar        | 15 juin 1994             | 26 (42)     | Al Rayyan     |
| Pivots                        |                     |                          |             |               |
| 19                            | Borja Vidal         | 25 décembre 1981         | 15 (38)     | Al-Qiyada     |
| 41                            | Youssef Benali      | 28 mai 1987              | 15 (51)     | Lekhwiya HT   |
| Sélectionneur : Valero Rivera |                     |                          |             |               |

### Pologne
| Gardiens de but                 |                      |                  |           |                    |
| 1                               | Sławomir Szmal       | 2 octobre 1978   | 248 (2)   | KS Kielce          |
| 16                              | Piotr Wyszomirski    | 4 novembre 1980  | 75 (0)    | SC Pick Szeged     |
| Ailiers                         |                      |                  |           |                    |
| 6                               | Przemysław Krajewski | 20 janvier 1987  | 35 (46)   | KS Azoty-Puławy    |
| 7                               | Robert Orzechowski   | 20 novembre 1987 | 57 (106)  | NMC Górnik Zabrze  |
| 11                              | Adam Wiśniewski      | 24 octobre 1980  | 110 (245) | Wisła Płock        |
| 26                              | Michał Daszek        | 27 juin 1992     | 20 (24)   | Wisła Płock        |
| Arrières et Demi-centres        |                      |                  |           |                    |
| 3                               | Krzysztof Lijewski   | 7 août 1983      | 62 (92)   | KS Kielce          |
| 8                               | Karol Bielecki       | 23 janvier 1982  | 65 (166)  | KS Kielce          |
| 9                               | Andrzej Rojewski     | 20 août 1985     | 98 (117)  | SC Magdebourg      |
| 15                              | Michał Jurecki       | 27 octobre 1984  | 123 (395) | KS Kielce          |
| 20                              | Mariusz Jurkiewicz   | 3 février 1982   | 66 (130)  | Wisła Płock        |
| 45                              | Michał Szyba         | 18 mars 1988     | 66 (130)  | RK Gorenje Velenje |
| 49                              | Piotr Chrapkowski    | 24 mars 1988     | 9 (14)    | KS Kielce          |
| Pivot                           |                      |                  |           |                    |
| 13                              | Bartosz Jurecki      | 31 janvier 1979  | 199 (638) | SC Magdebourg      |
| 18                              | Piotr Grabarczyk     | 31 octobre 1988  | 76 (42)   | KS Kielce          |
| 23                              | Kamil Syprzak        | 23 juillet 1991  | 54 (76)   | Wisła Płock        |
| Sélectionneur : Michael Biegler |                      |                  |           |                    |

### Russie
| Gardiens de but                |                       |                  |           |                      |
| 12                             | Vadim Bogdanov        | 26 mars 1986     | 24 (0)    | KS Azoty-Puławy      |
| 16                             | Igor Levchine         | 18 août 1974     | 48 (0)    | Medvedi Perm         |
| 84                             | Oleg Grams            | 20 février 1984  | 109 (0)   | Medvedi Tchekhov     |
| Ailiers                        |                       |                  |           |                      |
| 6                              | Daniel Chichkarev     | 6 juillet 1988   | 20 (23)   | Vardar Skopje        |
| 7                              | Dimitri Kovalev       | 15 mai 1982      | 132 (314) | Medvedi Tchekhov     |
| 9                              | Oleg Skopintsev       | 15 avril 1984    | 47 (63)   | HC Motor Zaporijjia  |
| 31                             | Timour Dibirov        | 30 juillet 1983  | 125 (376) | Vardar Skopje        |
| Arrières et Demi-centres       |                       |                  |           |                      |
| 11                             | Pavel Atman           | 25 mai 1987      | 50 (64)   | Metalurg Skopje      |
| 13                             | Sergueï Gorbok        | 4 décembre 1982  | 11 (40)   | Vardar Skopje        |
| 18                             | Sergueï Koudinov      | 29 juin 1991     | 9 (8)     | Chartres MHB 28      |
| 33                             | Alexandre Dereven     | 26 mars 1992     | 1 (2)     | Medvedi Tchekhov     |
| 35                             | Konstantine Igropoulo | 14 avril 1985    | 110 (505) | Füchse Berlin        |
| 69                             | Samuel Aslanian       | 23 février 1986  | 77 (113)  | Medvedi Perm         |
| 89                             | Dimitri Zhitnikov     | 20 novembre 1989 | 20 (25)   | Medvedi Tchekhov     |
| Pivot                          |                       |                  |           |                      |
| 5                              | Alexandre Pichkine    | 13 avril 1987    | 11 (4)    | Saint-Pétersbourg HC |
| 8                              | Egor Evdokimov        | 9 mars 1982      | 91 (133)  | HC Motor Zaporijjia  |
| 20                             | Mikhaïl Tchipourine   | 14 juillet 1986  | 105 (497) | Vardar Skopje        |
| Sélectionneur : Oleg Koulechov |                       |                  |           |                      |

### Slovénie
| Gardiens de but             |                  |                 |           |                       |
| 12                          | Gorazd Škof      | 11 juillet 1977 | 155 (0)   | HBC Nantes            |
| 16                          | Primož Prošt     | 14 juillet 1983 | 68 (0)    | Frisch Auf Göppingen  |
| Ailiers                     |                  |                 |           |                       |
| 7                           | Vid Kavtičnik    | 24 mai 1984     | 134 (399) | Montpellier AHB       |
| 13                          | David Špiler     | 2 janvier 1983  | 120 (278) | HC Meshkov Brest      |
| 20                          | Luka Žvižej      | 9 décembre 1980 | 191 (637) | RK Celje              |
| 30                          | Dragan Gajić     | 21 juillet 1984 | 130 (512) | Montpellier AHB       |
| Arrières et Demi-centres    |                  |                 |           |                       |
| 9                           | Jure Natek       | 30 mars 1982    | 138 (353) | SC Magdebourg         |
| 10                          | Klemen Cehte     | 10 juin 1986    | 25 (57)   | Pays d'Aix UCH        |
| 11                          | Jure Dolenec     | 6 décembre 1988 | 66 (259)  | Montpellier AHB       |
| 14                          | Sebastian Skube  | 3 avril 1987    | 95 (220)  | Bjerringbro-Silkeborg |
| 23                          | Uroš Zorman      | 9 janvier 1980  | 190 (467) | KS Kielce             |
| 25                          | Marko Bezjak     | 26 juin 1986    | 60 (82)   | SC Magdebourg         |
| 27                          | Miladin Kozlina  | 11 février 1983 | 105 (235) | Montpellier AHB       |
| 44                          | Dean Bombač      | 4 avril 1989    | 35 (50)   | SC Pick Szeged        |
| Pivot                       |                  |                 |           |                       |
| 19                          | Miha Žvižej      | 6 novembre 1987 | 79 (185)  | Fenix Toulouse        |
| 21                          | Blaž Blagotinšek | 17 janvier 1994 | 4 (2)     | RK Celje              |
| 22                          | Matej Gaber      | 22 juillet 1991 | 52 (55)   | Montpellier AHB       |
| 33                          | Uroš Bundalo     | 29 avril 1989   | 43 (44)   | Tremblay-en-France HB |
| Sélectionneur : Boris Denić |                  |                 |           |                       |

### Suède
| Gardiens de but              |                    |                  |           |                        |
| 16                           | Mattias Andersson  | 29 mars 1978     | 110 (0)   | SG Flensburg-Handewitt |
| 71                           | Johan Sjöstrand    | 26 février 1987  | 88 (0)    | THW Kiel               |
| Ailiers                      |                    |                  |           |                        |
| 6                            | Jonas Källman      | 17 juillet 1981  | 187 (551) | SC Pick Szeged         |
| 10                           | Niclas Ekberg      | 23 décembre 1988 | 104 (432) | THW Kiel               |
| 24                           | Fredrik Petersen   | 27 août 1983     | 118 (332) | Füchse Berlin          |
| 26                           | Anton Halén        | 28 novembre 1990 | 10 (22)   | Frisch Auf Göppingen   |
| 32                           | Mattias Zachrisson | 22 août 1990     | 53 (85)   | Füchse Berlin          |
| Arrières et Demi-centres     |                    |                  |           |                        |
| 2                            | Magnus Persson     | 17 décembre 1990 | 20 (27)   | VfL Gummersbach        |
| 4                            | Markus Olsson      | 31 mars 1990     | 17 (45)   | IFK Kristianstad       |
| 5                            | Kim Andersson      | 21 août 1982     | 209 (751) | KIF Copenhague         |
| 8                            | Lukas Karlsson     | 21 mai 1982      | 80 (160)  | KIF Copenhague         |
| 21                           | Patrik Fahlgren    | 27 juin 1985     | 43 (62)   | MT Melsungen           |
| 31                           | Viktor Östlund     | 19 janvier 1992  | 7 (13)    | Eskilstuna Guif        |
| Pivot                        |                    |                  |           |                        |
| 18                           | Tobias Karlsson    | 4 juin 1981      | 143 (79)  | SG Flensburg-Handewitt |
| 27                           | Niclas Barud       | 22 mars 1988     | 30 (16)   | Aalborg Håndbold       |
| 35                           | Andreas Nilsson    | 12 avril 1990    | 65 (155)  | Veszprém KSE           |
| 36                           | Jesper Nielsen     | 30 août 1989     | 35 (30)   | Füchse Berlin          |
| Sélectionneur : Ola Lindgren |                    |                  |           |                        |

### Rép. tchèque
| Gardiens de but              |                 |                   |           |                          |
| 16                           | Martin Galia    | 12 avril 1979     | 248 (2)   | TSV St. Otmar Saint-Gall |
| 71                           | Petr Štochl     | 24 avril 1976     | 182 (2)   | Füchse Berlin            |
| Ailiers                      |                 |                   |           |                          |
| 2                            | Jakub Hrstka    | 17 mars 1990      | 47 (135)  | HT Tatran Prešov         |
| 5                            | Miroslav Jurka  | 6 juin 1987       | 36 (73)   | Saint-Raphaël VHB        |
| 8                            | Jiří Motl       | 29 septembre 1984 | 74 (142)  | HK Lovosice              |
| 11                           | Jan Sobol       | 22 mai 1984       | 101 (274) | KS Azoty-Puławy          |
| 22                           | Petr Linhart    | 22 mai 1990       | 14 (33)   | Talent MAT Plzeň         |
| Arrières et Demi-centres     |                 |                   |           |                          |
| 3                            | Roman Bečvář    | 18 avril 1989     | 52 (134)  | HC Empor Rostock         |
| 9                            | Filip Jícha     | 19 avril 1982     | 148 (816) | THW Kiel                 |
| 13                           | Pavel Horák     | 28 novembre 1982  | 77 (257)  | Füchse Berlin            |
| 19                           | Tomáš Babák     | 28 décembre 1993  | 14 (16)   | TSV St. Otmar Saint-Gall |
| 27                           | Ondřej Zdráhala | 10 juillet 1983   | 66 (157)  | ASV Hamm-Westfalen       |
| 41                           | Michal Kasal    | 3 avril 1994      | 16 (14)   | RK Celje                 |
| 42                           | Jakub Szymanski | 9 février 1983    | 41 (52)   | TSV St. Otmar Saint-Gall |
| Pivot                        |                 |                   |           |                          |
| 23                           | Leoš Petrovský  | 5 janvier 1993    | 5 (11)    | Talent MAT Plzeň         |
| 32                           | Jakub Šindelář  | 20 novembre 1986  | 17 (6)    | Talent MAT Plzeň         |
| Sélectionneur : Daniel Kubeš |                 |                   |           |                          |

### Tunisie
| N°                                | Joueur             | Date de naissance | Taille / Poids  | Club                               |
| --------------------------------- | ------------------ | ----------------- | --------------- | ---------------------------------- |
| Gardiens de but                   |                    |                   |                 |                                    |
| 1                                 | Majed Hamza        | 8 février 1983    | 1,86 m / 90 kg  | Al-Rayyan SC                       |
| 12                                | Marouène Maggaiez  | 28 juillet 1983   | 1,91 m / 96 kg  | Espérance sportive de Tunis        |
| 16                                | Wassim Helal       | 16 juillet 1982   | 1,93 m / 87 kg  | Espérance sportive de Tunis        |
| Pivots                            |                    |                   |                 |                                    |
| 5                                 | Mahmoud Gharbi     | 11 février 1982   | 1,91 m / 91 kg  | HBC Nantes                         |
| 6                                 | Issam Tej          | 29 juillet 1979   | 1,87 m / 110 kg | Montpellier Agglomération Handball |
| 31                                | Marouan Chouiref   | 27 mai 1990       | 1,96 m / 102 kg | Tremblay-en-France HB              |
| Ailiers                           |                    |                   |                 |                                    |
| 4                                 | Aymen Toumi        | 11 juillet 1990   | 1,84 m / 84 kg  | HBC Nantes                         |
| 7                                 | Jaleleddine Touati | 12 juillet 1982   | 1,79 m / 82 kg  | Dunkerque Handball Grand Littoral  |
| 21                                | Oussema Boughanmi  | 5 février 1990    | 1,85 m / 82 kg  | Tremblay-en-France HB              |
| Demi-centres                      |                    |                   |                 |                                    |
| 10                                | Kamel Alouini      | 6 juillet 1988    | 1,87 m / 86 kg  | Espérance sportive de Tunis        |
| 20                                | Heykel Megannem    | 28 février 1977   | 1,86 m / 86 kg  | En fin de contrat avec son club    |
| 25                                | Abdelhak Ben Salah | 25 avril 1990     | 1,84 m / 81 kg  | Club africain                      |
| Arrières                          |                    |                   |                 |                                    |
| 3                                 | Selim Hedoui       | 1er octobre 1983  | 1,99 m / 94 kg  | Al-Rayyan SC                       |
| 8                                 | Wissem Hmam        | 21 avril 1981     | 1,98 m / 107 kg | Saint-Raphaël VHB                  |
| 9                                 | Amine Bannour      | 21 février 1990   | 1,97 m / 90 kg  | Club africain                      |
| 17                                | Wael Jallouz       | 3 mai 1991        | 1,99 m / 94 kg  | FC Barcelone                       |
| 19                                | Mosbah Sanai       | 26 mars 1991      | 1,92 m / 83 kg  | El Jaish SC                        |
| 27                                | Aymen Hammed       | 20 juillet 1983   | 1,86 m / 86 kg  | Espérance sportive de Tunis        |
| Sélectionneur : Sead Hasanefendić |                    |                   |                 |                                    |